# Des Knaben Wunderhorn (Mahler)
Des Knaben Wunderhorn ist eine von Gustav Mahler verfasste Sammlung von Kunstliedern. Mahler vertonte 12 Gedichte aus der Gedichtesammlung Des Knaben Wunderhorn, die zwischen 1805 und 1808 von Clemens Brentano und Achim von Arnim veröffentlicht wurde.
Auch über diese Sammlung im engeren Sinn hinaus vertonte Mahler verschiedene Texte aus Des Knaben Wunderhorn. Insgesamt liegen 24 Wunderhorn-Texte in Vertonungen von Gustav Mahler vor.

## Klavierlieder
Bereits vor der Entstehung der zwölf Lieder, die heute üblicherweise als Mahlers „Wunderhorn-Lieder“ bezeichnet werden, hatte Mahler zwischen 1887 und 1891 neun Klavierlieder geschrieben, die Texte aus Des Knaben Wunderhorn zur Grundlage haben. Diese erschienen 1892 als Heft 2 und 3 von Gustav Mahlers Sammlung „Lieder und Gesänge“ (gelegentlich auch fälschlich als „Lieder und Gesänge aus der Jugendzeit“ zitiert).
1. Im Lied Um schlimme Kinder artig zu machen suggeriert der Titel, dass es sich um eine Art Erziehungsgedicht handle, das dazu da ist, schlimme, d. h. schlecht erzogene Kinder zu bessern. In Wahrheit geht es in dem von Mahler fast unverändert aus der Liedsammlung übernommenen Gedicht jedoch um einen Ritter, der auf die Avancen des Hoffräuleins (der Mann ist nicht zuhaus, die Magd befindet sich in der Feste Wind (Speicher)) zu gern eingehen würde, – wären da nicht noch zwei lästige Kinder. Werden sich die Kinder artig verhalten (nicht petzen) oder sind es böse Kinder, die alles dem Schlossherrn erzählen werden, sobald dieser zurückgekehrt ist? Das Hoffräulein kokettiert. Schließlich ruft sie dem Reiter zu, dass es böse Kinder seien, der sich darauf eilends davonmacht. Ob die Kinder artig sind oder nicht, bleibt letztendlich offen, dass es die Erwachsenen nicht sind, steht außer Frage. Neben der vordergründigen Deutung des Geschehens kann man darin auch eine Persiflage auf das Geschlechterverhältnis sehen, der Reiter verkörpert das männliche Prinzip, er will handeln, schnell zur Sache kommen, die Frau reagiert, kokettiert, sie verkriecht sich in ihrem Schlösseli, zu dem der Reiter nur allzu gern den Schlüssel hätte. Die Thematik des Geschlechterverhältnisses durchzieht den gesamten Zyklus der frühen Lieder aus des Knaben Wunderhorn.
2. In Ich ging mit Lust durch einen grünen Wald macht ein junger Mann einen Waldspaziergang, um sein Feinsliebchen zu besuchen.
3. In Aus! Aus! will ein Mädchen ins Kloster, weil ihr Liebster in den Mai zieht.
4. In Starke Einbildungskraft bestätigen sich ein Mädchen und ein Büble ihre Liebe.
5. In Zu Strassburg auf der Schantz wird ein Soldat zum Tod verurteilt, weil er aus Heimweh versucht hat, zu desertieren (ihn hatte beim Klang des Alphorns die Schweizer Krankheit ergriffen).
6. In Ablösung im Sommer soll nach dem Tod des Kuckucks die Nachtigall für Unterhaltung sorgen.
7. In Scheiden und Meiden tut der Hauptfigur die Trennung von seiner Liebsten weh.
8. In Nicht wiedersehen! verabschiedet sich ein junger Mann von seinem Schatz. Als er nach einem Jahr wiederkommt, ist sie in der Zwischenzeit vor Trauer gestorben.
9. Die Hauptperson von Selbstgefühl, weiß nicht, wie ihr ist, der vielen widersprüchlichen Gefühle wegen – fühlt sich aber besser, als der Doktor sagt, sie sei ein Narr.

## Orchesterlieder
Von 1892 bis 1898 erfolgte die Komposition von 12 Gesängen (Balladen und Liedern) aus der Gedichtsammlung für Singstimme und Orchester.
Ursprünglich gehörten Urlicht und Es sungen drei Engel zu diesen Orchesterliedern; Urlicht fand dann jedoch im vierten Satz von Mahlers 2. Sinfonie Verwendung, Es sungen drei Engel wiederum im 5. Satz von Mahlers 3. Sinfonie. Mahler ersetzte Urlicht und Es sungen drei Engel in der Sammlung dann durch Revelge (entstanden 1899) und Der Tamboursg’sell (1901).
Die Uraufführung der Orchesterlieder in zyklischer Form fand erst 1970 statt.
Neben den Orchesterfassungen existieren die Wunderhorn-Lieder auch in Versionen für Gesang und Klavier von der Hand des Komponisten, die von den Orchesterversionen zum Teil deutlich abweichen. Dieser Umstand war lange Zeit kaum bekannt, da der Verlag Universal Edition jahrzehntelang nur Klavierauszüge der Orchesterfassungen aufgelegt hatte. Erst 1993 wurden die originalen Klavierfassungen von Renate Stark-Voit und Thomas Hampson im Rahmen der Kritischen Gesamtausgabe der Werke Mahlers neu herausgegeben.
1. In Der Schildwache Nachtlied schildert eine Schildwache ihre Trauer darüber, dass sie Nachtwache halten muss, während alle anderen schlafen können. Weiter ist das Lied ein imaginärer Dialog der Wache mit der Geliebten. Diese beteuert einerseits zwar ihr Warten auf den Soldaten, glaubt aber auch kaum daran, dass er im Dienst auf Gottes Hilfe zählen kann – eben weil er nicht der Kaiser oder König ist, der den Krieg führt. Das Lied resigniert somit über das Schicksal des einfachen Soldaten.
2. In Verlorne Müh’ kabbelt sich ein Pärchen im Dialekt.
3. In Trost im Unglück kommen ein Husar und sein Mädchen zu der Erkenntnis, dass sie auch ohneeinander auskommen. Zugrunde liegt das Volkslied Wohlan die Zeit ist kommen (Husarenliebe).
4. In Wer hat das Liedlein erdacht? wird einer lebenslustigen Wirtstochter ein Liebeslied gesungen.
5. In Das irdische Leben fleht ein hungerndes Kind seine Mutter um Brot an, muss von ihr jedoch mehrmals vertröstet werden, da erst das Korn geerntet, gedroschen und schließlich das Brot gebacken werden muss. Als schließlich das Brot fertig ist, ist das Kind jedoch bereits tot.
6. Revelge handelt von einem Trommler, der vom Haus seines Schatzes in die Schlacht zieht und tödlich verwundet wird. Die Kameraden können ihm nicht helfen, sondern sinken selbst um ihn herum tot nieder. Der Trommler erweckt sie und schlägt mit ihnen die Feinde in die Flucht; zum Schluss stellen sich all ihre Gebeine „in Reih und Glied wie Leichensteine“ vor dem Haus des Schatzes auf.
7. In Des Antonius von Padua Fischpredigt (dessen Musik sich im 3. Satz der 2. Sinfonie wiederfindet) geht, nachdem seine Kirche leer ist, Antonius zu den Flüssen, um stattdessen den Fischen zu predigen. Die sind von der Predigt zwar begeistert – vergessen sie jedoch bald wieder. So wie das menschliche Publikum wohl auch ...
8. Die Hauptperson von Rheinlegendchen (Bald gras ich am Neckar) stellt sich vor, sie würfe einen Ring in den Rhein, wo dieser von einem Fisch gefressen würde, der wiederum dem König serviert würde. Dieser würde den Ring an die Geliebte weitergeben.
9. Im Lied des Verfolgten im Turm preist ein Gefangener die Freiheit der Gedanken. Zugrunde liegt das Volkslied „Die Gedanken sind frei“.
10. In Wo die schönen Trompeten blasen besucht ein Soldat seine Liebste und zieht danach in den Krieg. Das Lied stellt die Charakteristika eines innigen Liebesliedes und der Militärmusik nebeneinander. Der Soldat versucht sich am Ende mit einer romantisierenden Vorstellung vom Militärdienst („die schönen Trompeten“) zu trösten.
11. In Lob des hohen Verstandes halten Kuckuck und Nachtigall mit dem Esel als Schiedsrichter einen Wettstreit ab, wer von beiden besser singen kann. Mahler macht sich in diesem Lied versteckt über Musikkritiker lustig.
12. Der Der Tamboursg’sell ist die letzte Klage eines Tambourgesellen, der als Deserteur am Galgen hingerichtet werden soll.